# Feltmarskal
Feltmarskal eller blot marskal betegner i nogle lande den højeste landmilitære grad, over general. Gradstegnet består som regel af to marskalstave lagt over kors. Mange lande har periodevist kun udnævnt feltmarskaler i krigstid og ofte kun efter en sejr i et større slag. Enkelte lande, f.eks. Tyskland, har benyttet titlen generalfeltmarskal og/eller rigsmarskal. 
Graden anvendes ikke længere i Danmarks militær, men generaler i hæren har i en periode benyttet korslagte stave i stedet for fire stjerner.
Historisk og etymologisk har ordet "marskal" oprindelse fra det tidlige Frankerrige og er dannet af ordene for hest, "mare", og tjener, "skalkoz".

## Gradstegn for feltmarskaler i diverse lande
- Maréchal de France
Frankrig
- Stratarchis
Grækenland
- Generale
Italien
- Stožernog Generala
 Kroatien
- Marszałek Polski 
 Polen
- Маrsjal Rossijskoj Federatsii
 Rusland
- Capitán General
Spanien
- Field Marshal
Storbritannien
- Chom Phon
Thailand
- General of the Army
USA
- مشير
Egypten
- Musheer
Saudi Arabien

## Historiske Gradstegn for feltmarskaler i diverse lande
- Gensui 
 Japan
- Маrsjаl Sovjetskogo Sojuza
Sovjetunionen
- Marschall
DDR
- Generalfeldmarschall
Wehrmacht

## Berømte feltmarskaler
- Lennart Torstenson – Torstenson-krigen 1643-45
- Wellington – Napoleons modstander i Slaget ved Waterloo 1815.
- Carl G. E. Mannerheim – Vinterkrigen
- Bernard Montgomery – 8. Armé
- Erwin Rommel – Afrikakorpset
- Georgij Zjukov – Slaget om Berlin 1945
- Friedrich Paulus – Slaget om Stalingrad